# 天主教戈里齐亚总教区
天主教戈里齐亚总教区是罗马天主教在意大利东北角设立的一个拉丁礼教区，1751年从Aquileia Patriarchate分设，1830年升格为总教区，主教座堂设在戈里齐亚，是戈里齐亚教省的中心，该教省过去曾包括天主教卢布尔雅那教区、天主教的里雅斯特-科佩尔教区、天主教波雷奇-普拉教区和天主教克尔克-拉布教区，目前仅包括天主教的里雅斯特教区。
1918年以前，戈里齐亚总教区属于奥匈帝国领土，第一次世界大战以后归属意大利。自1766年起总主教为神圣罗马帝国选帝侯之一。 